# Hirsch Schwarzberg

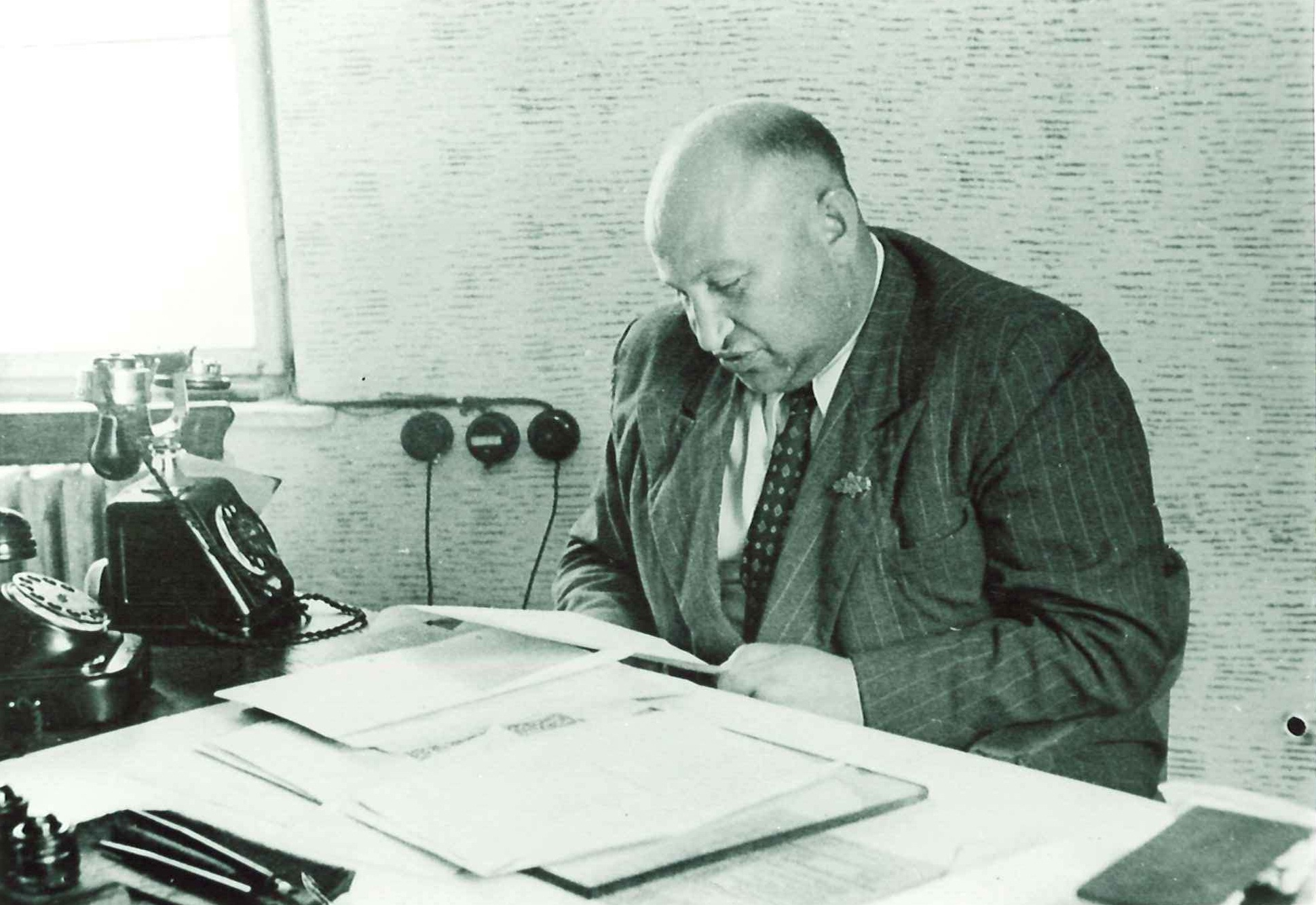
Hirsch Schwarzberg im Büro in Düppel-Zentrum

Hirsch Schwarzberg, auch Hirsch Szwarcberg und Hirsch Schwartzberg (28. Oktober 1907 in Vilnius – 17. Oktober 1987 in Ashdod) war ein litauischer jüdischer führender Aktivist der Holocaust-Überlebenden (jiddisch: בפרייטה יידין אויף ברלין) unter der Amerikanischen Besatzungsmacht in Berlin.
Er war der Präsident des Zentralkomitees der jüdischen Vertriebenen in Berlin und beaufsichtigte die Aktivitäten zweier benachbarter Vertriebenenlager in Berlin, in Düppel und Mariendorf. Einer Zeitzeugenaussage nach gab es in den Lagern in den Jahren seiner Aufsichtstätigkeit weder Aufstände noch Gewaltausbrüche.

## Leben
Die gesamte Familie Schwarzbergs wurde während des Zweiten Weltkriegs durch den deutschen Genozid an europäischen Juden ermordet, mit Ausnahme seiner selbst, seiner Ehefrau und deren Sohnes. Sie überlebten zusammen das Ghetto in Vilnius. Einige Wochen, bevor dieses im September 1943 endgültig aufgelöst wurde, flohen sie zusammen mit einigen Hundert anderen Juden aus dem Ghetto, da sie eine Arbeitserlaubnis in Karl Plagges schnell ausgebautem Heereskraftfahrpark (HKP) 562 in der Subačiaus-Straße in Vilnius erhielten. Auch wenn dort die Überlebensrate höher war als im aufgelösten Vilnaer Ghetto, so konnten Plagge und einige seiner wohlwollenderen Offiziere nicht verhindern, dass die meisten der jüdischen Arbeiter des HKP später vorwiegend von Ukrainern und Esten der SS im Juli 1944 ermordet wurden, bevor die Russen Vilnius besetzten. Schwarzberg überlebte zusammen mit seiner Ehefrau diese Liquidierung, indem er über Nacht in ein neues Versteck floh, während ihr vorheriges Versteck entdeckt und die darin Versteckten ermordet wurden. Die meisten dieser Verstecke waren behelfsmäßig und oft überfüllt, was die Wahrscheinlichkeit ihrer Entdeckung dramatisch vergrößerte.
Für die Schwarzbergs sowie andere überlebende Juden war die nachfolgende Sowjetische Belagerung eine Befreiung. Vilnius war vor der deutschen Invasion eine überwiegend polnische und jüdische Stadt – nach dem Genozid in Litauen existierten die jüdische Gesellschaft und Gemeinde in Vilnius, zu denen Schwarzberg vorher gehört hatte, nicht mehr. Nachdem sich die Schwarzbergs erholt hatten und die Rote Armee Richtung Westen/Berlin vorrückte, verließen Schwarzberg und seine Familie Vilnius ebenfalls und zogen in den Westen; zuerst nach Stettin in Polen, und dann, drei Wochen nach der deutschen Kapitulation, nach Berlin. Eine weitere gewichtige Motivation in Bezug auf Schwarzbergs Entscheidung, Vilnius, seine Heimatstadt, zu verlassen, war es, der von den Sowjets angeordneten Zwangsmigration in den Osten entgehen zu wollen, die viele Menschen in Litauen erlebten, auch überlebende Juden. Aus dem gleichen Grund log er in Bezug auf seinen Geburtsort und gab als diesen Łódź (Polen) an, als er Ostberlin erreichte. Die Sowjets verfolgten eine Politik der Repatriierung von Menschen aus dem Baltikum, oftmals verschifften sie diese noch weiter in den Osten. Aus diesem Grund traf er die Vorkehrung und verschwieg gegenüber den Sowjets seinen wahren Geburtsort und den seiner Ehefrau und des Kindes.
Im Februar 1949 emigrierte Schwarzberg mit Ehefrau und Sohn in die Vereinigten Staaten.